# Media Bias/Fact Check
 Media Bias / Fact Check  è un sito Web che valuta qualitativamente i media di Internet, della carta stampata e della radiotelevisione in termini di verifica dei fatti e di verifica delle fonti, nonché di orientamento politico-religioso ed un'eventuale manipolazione informativa. Il sito è gratuitamente disponibile in lingua inglese ed è gestito dal suo fondatore Dave Van Zandt.

## Contenuto
Media Bias mostra una pagina web per ogni sito di notizie e commenti censito, nella quale assegna un giudizio qualitativo (non numerico) secondo l'intero spettro politico da sinistra a destra, con la seguente scala di valori: di "estrema sinistra", "tendente a sinistra", "di centro-sinistra", "scarsamente tendenzioso", "tendente al centro-destra", "tendente a destra" e "di estrema destra". 

Inoltre, per ogni sito è assegnata una seconda valutazione sull'accuratezza e imparziale oggettività dei contenuti pubblicati, con il seguente dominio di valori possibili: "molto alto", "alto", "prevalentemente fattuale", "misto", "basso" e "molto basso".
Inoltre, vengono forniti un breve giudizio discorsivo e alcuni esempi di notizie pubblicate dal sito in esame e risultate false o inesatte alla prova del fact checking.

## Partenariati
Il sito è stato utilizzato dai ricercatori dell'Università del Michigan per creare uno strumento chiamato "Iffy Quotient", che attinge i dati da Media Bias/Fact Check e NewsWhip per tracciare la diffusione di "notizie false" e fonti opinabili sui social media..
Il sito è stato utilizzato anche da un gruppo di ricerca del Massachusetts Institute of Technology per alimentare la base di conoscenza, dalla quale ha preso le mosse un servizio web di intelligenza artificiale capace di rilevare e verificare i pregiudizi verso un sito Web terzo.

## Opinioni
La Columbia Journalism Review ha descritto Media Bias/Fact Check come un tentativo amatoriale di categorizzare il pregiudizio mediatico e Van Zandt come un «analista multimediale da poltrona». Van Zandt si è autodefinito come un «ricercatore da poltrona più di 20 anni di [attività sui pregiudizi dei media e il loro ruolo nell'influenzare la politica». Il Poynter Institute for Media Studies osserva che «Media Bias / Fact Check è una fonte ampiamente citata per le notizie e gli studi sulla disinformazione, malgrado il suo metodo non sia affatto scientifico».